# Chiesa di Santa Maria Maddalena (Ossana)
La chiesa di Santa Maria Maddalena è una chiesa sussidiaria a Cusiano, frazione di Ossana, in Trentino. Risale al XIV secolo.

## Storia
Sin dal 1368 la presenza di un luogo di culto a Cusiano viene documentata, e a partire dal 1470 è noto che alla sua decorazione vi lavorarono Giovanni e Battista, dell'importante bottega Baschenis originaria della Valle Averara. Gli affreschi, realizzati sin quasi alla fine del secolo, occuparono le pareti della sala, del presbiterio e dell'abside. La consacrazione solenne venne celebrata alla fine di questi rinnovamenti nel 1497 da Francesco Della Chiesa, vescovo suffraganeo.
L'aula, in particolare la sua volta, venne ultimata dopo la metà del XVI secolo. In quella fase vennero posti nuovi affreschi con immagini degli apostoli e della crocifissione e anche dopo questi interventi venne celebrata, nel 1567, una rinnovata consacrazione, officiata dal vescovo Biagio Aliprandini da Livo. Alla fine del secolo venne costruita una nuova sacrestia e i lavori per l'apertura della necessaria porta fecero perdere irrimediabilmente molte opere affrescate.
Nel 1617 giunse l'imposizione del vescovo Belli di eliminare tutti gli affreschi e i dipinti dalle pareti della chiesa.
Attorno alla metà del XVIII secolo venne eretta la torre campanaria e nel 1820 fu necessario un intervento di restauro per l'incendio che l'aveva danneggiata.
Nel 1854 vennero imbiancati gli interni e la volta del presbiterio venne decorata con un motivo a stelle d'argento.
A partire dal 1910 e sino al 1938 si procedette al recupero delle parti affrescate e col 1995 è iniziato l'ultimo ciclo recente di restauri conservativi, ultimati nel 2000.